# کالج راک
کالج راک (به انگلیسی: College rock) واژه‌ای است که در دههٔ ۱۹۸۰ میلادی و پیش از آن‌که استفاده از واژهٔ «آلترنتیو» مرسوم شود، برای توصیف سبک گروه‌های آلترنتیو راک در ایالات متحده به‌کار می‌رفت. پسوند «کالج» از آن‌جا باب شد که آثار گروه‌های این سبک، از طریق ایستگاه‌های رادیویی موج کوتاه کالج‌ها که بیشتر توسط دانشجویان اداره می‌شدند به گوش مخاطبان می‌رسید. گروه‌های کالج راک با ترکیب آزمایشی پُست پانک و موسیقی موج نو دهه هفتادی با موسیقی پاپ ملودیک و حس و حال موسیقی زیرزمینی آثارشان را ضبط و عرضه می‌کردند.
عبارت «کالج راک» لزوماً برای توصیف یک سبک خاص موسیقی کاربرد ندارد و بیشتر به‌منظور اشاره به برخی عناصر متداول زیبایی‌شناسانه در آثار هنرمندان کالج راک استفاده می‌شد. هنرمندانی مانند آر.ای.ام.، تن‌تاوزند منیاکس، د کیور، پیکسیز و د ریپلیسمنتس از هنرمندان بیشتر شناخته‌شدهٔ کالج راک در اواسط دههٔ ۸۰ میلادی بودند. کالج راک همچنین چند ستارهٔ بزرگ مانند استینگ، یوتو و پیتر گبریل دارد که اشعار اندیشمندانه و آرمان‌گرایی آگاهانهٔ اجتماعی‌شان آن‌ها را به هنرمندان محبوب ایستگاه‌های رادیویی کالج‌ها تبدیل کرد. برخی گروه‌های دانشجویی کالج راک به امید آن‌که تبدیل به ستاره‌های مطرح موسیقی شوند بدون توجه به سبک‌های محبوب روز سعی می‌کردند آثاری خلق کنند که گوش‌نواز و جذاب باشند و شانس‌شان را برای مشهور شدن می‌آزمودند. در دههٔ ۱۹۹۰ میلادی آلترنتیو راک و ایندی راک جایگزین کالج راک شدند.